# Mustapha Merry
Mustapha Merry est un footballeur marocain né le 21 avril 1958 à Casablanca (Maroc).

## Biographie
Cet international marocain est sélectionné pour la Coupe du monde en 1986 où son équipe échoue en 1/8ede finale après avoir réussi l'exploit de terminer 1er de son groupe devant l'Angleterre.
Il participe également aux Jeux Olympiques 1984 de Los Angeles.
En club, il réalise toute sa carrière en France, jouant notamment à Valenciennes, Dunkerque et Nîmes.

## Sélections en équipe nationale
1. 30/06/1984 Sierra Leone - Maroc Freetown 0 - 1 Elim. CM 1986 / 1 but
2. 15/07/1984 Maroc – Sierra Leone Rabat 4 - 0 Elim. CM 1986 / 2 buts
3. 25/08/1985 Maroc - Zaire Maroc 1 - 0 Elim. CAN 1986 / 1 but
4. 06/10/1985 Maroc - Libye Rabat 3 - 0 Elim. CM 1986 / 1 but
5. 18/10/1985 Libye - Maroc Benghazi 1 - 0 Elim. CM 1986
6. 02/06/1986 Pologne - Maroc Monterrey 0 - 0 C.M 1986
7. 06/06/1986 Angleterre - Maroc Monterrey 0 - 0 C.M 1986

## Les matchs olympiques
1. 30/07/1984 Palo Alto RFA v Maroc 2 - 0 J.O 1984
2. 01/08/1984 Pasadena A.Saoudite v Maroc 0 - 1 J.O 1984 / 1 but
3. 03/08/1984 Pasadena Brésil v Maroc 2 - 0 J.O 1984
4. 17/01/1988 : Tunis Tunisie v Maroc 1 - 0 Elim. JO 1988
5. 30/01/1988 : Rabat Maroc v Tunisie 2 - 2 Elim. JO 1988

## Source
- Marc Barreaud, Dictionnaire des footballeurs étrangers du championnat professionnel français (1932-1997), l'Harmattan, 1997.